# 18938 Зарабес
18938 Зарабес (18938 Zarabeth) — астероїд головного поясу, відкритий 24 серпня 2000 року.
Тіссеранів параметр щодо Юпітера — 3,343.